# Randall Duell

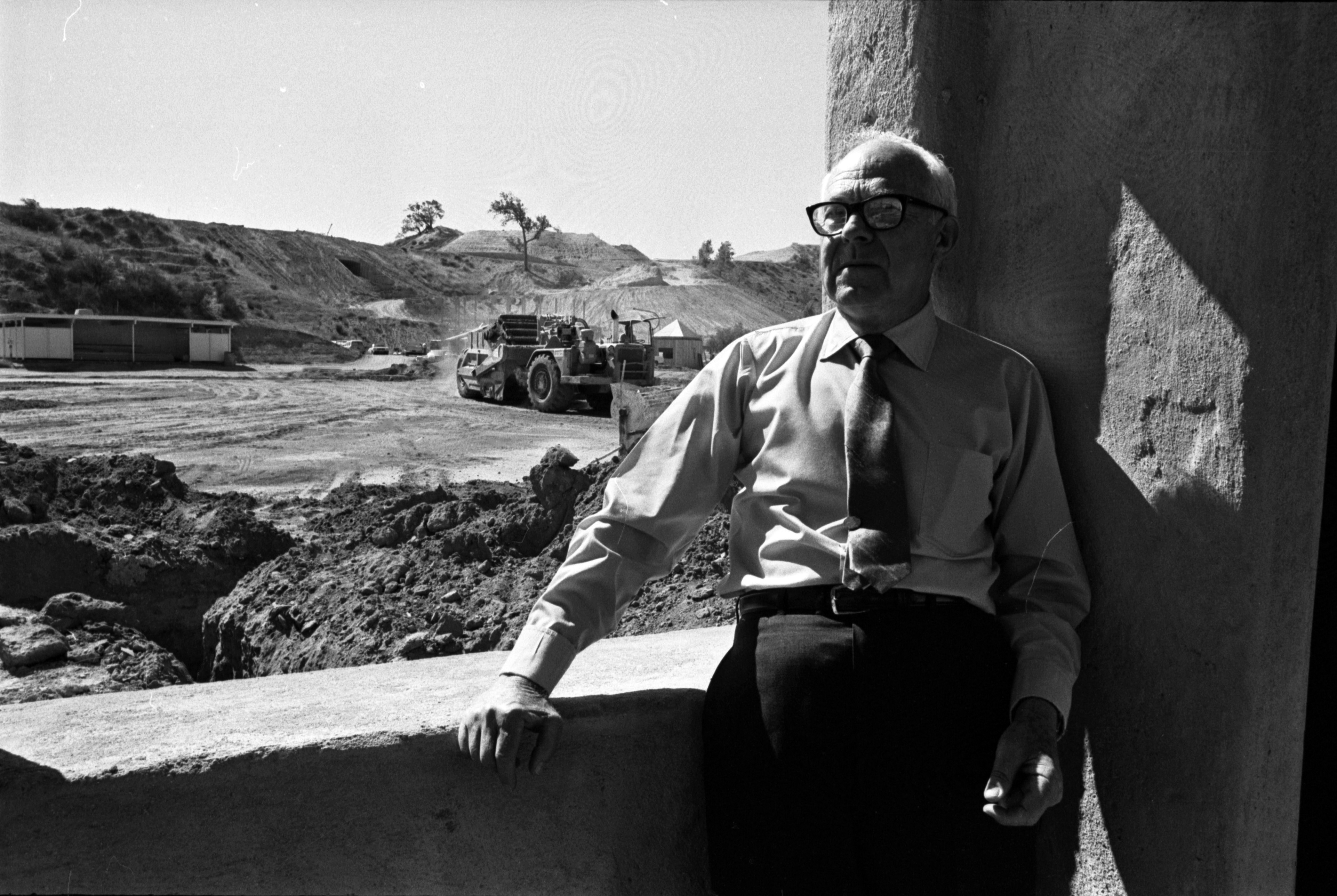
Randall Duell beim Bau des Freizeitparks Magic Mountain (1970)

Randall Duell (* 14. Juli 1903 in Russell County, Kansas; † 28. November 1992 in Los Angeles, Kalifornien) war ein US-amerikanischer Architekt und Filmarchitekt, der dreimal für den Oscar für die besten Filmbauten nominiert wurde.

## Leben
Nach dem Schulbesuch studierte Duell Architektur an der University of Southern California (USC) und trat nach Beendigung des Studiums 1925 in das Architekturbüro Weber, Stanton and Spaulding in Los Angeles ein. Für dieses entwarf er die Bauten des Catalina Casino in Avalon sowie Teile des Pomona College in Claremont.
Duell begann seine Laufbahn als Artdirector und Szenenbildner in der Filmwirtschaft Hollywoods 1937 mit dem Film My Dear Miss Aldrich, einer Tragikomödie von George B. Seitz mit Edna May Oliver, Maureen O’Sullivan und Walter Pidgeon in den Hauptrollen, und wirkte bis 1959 an der szenischen Ausstattung von fast sechzig Filmen mit.
Seine erste Nominierung für einen Oscar für das beste Szenenbild erhielt er zusammen mit Cedric Gibbons und Edwin B. Willis bei der Oscarverleihung 1942 für den Schwarzweißfilm When Ladies Meet (1941), einer von Robert Z. Leonard inszenierten Filmkomödie mit Joan Crawford, Robert Taylor und Greer Garson in den Hauptrollen. Eine weitere Oscarnominierung in dieser Kategorie folgte 1943 mit Gibbons, Willis und Jack D. Moore für den Schwarzweißfilm Gefundene Jahre (1942), einem Melodram unter der Regie von Mervyn LeRoy mit Ronald Colman, Greer Garson und Philip Dorn.
Seine letzte Oscarnominierung in der Kategorie bestes Szenenbild erhielt er abermals mit Gibbons, Willis sowie Henry Grace bei der Oscarverleihung 1956 für den Schwarzweißfilm Die Saat der Gewalt (1955) von Richard Brooks mit Glenn Ford, Anne Francis und Louis Calhern.
Nach Beendigung seiner Laufbahn in Hollywood war er als Architekt für den Bau und die Entwicklung der meisten US-amerikanischen Themenparks verantwortlich. Nach dem Erfolg des Disneyland Resort in Anaheim gründete der damalige Parkmanager C. V. Wood zusammen mit Wade Rubottom Marco Engineering, der Duell 1958 beitrat. In der Folgezeit errichtete das Unternehmen ähnliche Parks wie Pleasure Island in Boston und Freedomland in der New Yorker Bronx. Nach dem Erfolg seiner Entwürfe für Six Flags in Irving gründete er 1961 in Santa Monica mit Randall Duell and Associates sein eigenes Unternehmen, das er rasch zu einem führenden Unternehmen bei der Gestaltung von Freizeit- und Themenparks aufbaute. Neben den Parks der Six Flags-Kette entwarf er zusammen mit Artdirectors wie John DeCuir Freizeitparks wie Astroworld, Magic Mountain, Kings Island und Kings Dominion.

## Filmografie (Auswahl)
- 1937: My Dear Miss Aldrich
- 1939: Ninotschka (Ninotchka)
- 1940: Susan und der liebe Gott (Susan and God)
- 1940: Wyoming
- 1941: When Ladies Meet
- 1942: Die Frau, von der man spricht (Woman of the Year)
- 1942: Gefundene Jahre (Random Harvest)
- 1943: Gefährliche Flitterwochen (Above Suspicion)
- 1944: The White Cliffs of Dover
- 1944: Tagebuch einer Frau (Mrs. Parkington)
- 1945: Urlaub in Hollywood (Anchors Aweigh)
- 1946: Im Netz der Leidenschaften (The Postman Always Rings Twice)
- 1946: Der unbekannte Geliebte (Undercurrent)
- 1947: Das Lied vom dünnen Mann (Song of the Thin Mann)
- 1947: Bezaubernde Lippen (This Time for Keeps)
- 1948: Der Superspion (A Southern Yankee)
- 1948: Dr. Johnsons Heimkehr (Homecoming)
- 1948: Ein Bandit zum Küssen (The Kissing Bandit)
- 1949: Big Jack
- 1949: Verlorenes Spiel (East Side, West Side)
- 1950: Asphalt Dschungel (The Asphalt Jungle)
- 1950: Liebeslied auf Tahiti (Pagan Love Song)
- 1951: Anwalt des Verbrechens (The Unknown Man)
- 1952: Singin’ in the Rain
- 1952: Everything I Have Is Yours
- 1953: Ein verwöhntes Biest (The Girl Who Had Everything)
- 1953: Die schwarze Perle (All the Brothers Were Valiant)
- 1954: Damals in Paris (The Last Time I Saw Paris)
- 1954: Alt Heidelberg (The Student Prince)
- 1955: Die Saat der Gewalt (Blackboard Jungle)
- 1956: Der Schwan (The Swan)
- 1956: Einladung zum Tanz (Invitation to the Dance)
- 1956: The Great American Pastime
- 1957: Seidenstrümpfe (Silk Stockings)
- 1957: Jailhouse Rock – Rhythmus hinter Gittern (Jailhouse Rock)
- 1958: Babys auf Bestellung (The Tunnel of Love)
- 1959: Französische Betten (Count Your Blessings)